# 浦和學院高等學校
浦和學院高等學校是位於日本埼玉縣埼玉市綠區大字代山地區的私立高等學校。
由於每年招收約800名新生，全校學生人數超過2,000人，因此常被歸為猛獁校。